# 412e régiment autonome de systèmes sans pilote « Nemesis »
Le 412e régiment autonome de systèmes sans pilote « Nemesis » (en ukrainien : 412-тий окремий полкн безпілотних систем “Nemesis”) est une unité militaire ukrainienne spécialisée dans l'emploi de drones « lourds » Nemesis (des quadrirotors de plus d'un mètre d'envergure), d'où son nom.

## Historique
L'unité « Nemesis » est d'abord formée en tant que bataillon à la fin de l'année 2023. Le bataillon commence à être actif sur différents points du front à partir de février 2024 (en étant intégré aux forces de systèmes sans pilote nouvellement mises sur pied). Il commence rapidement à être surnommé « Nemesis », en référence au modèle de drone lourd qu'il emploie, capable de frapper de nuit à plus de 20 km.
Les pilotes de drones du bataillon sont chargés de cibler les dispositifs les plus coûteux de l'armée russe : un pont flottant dans l'oblast de Louhansk, le radar d'un système antiaérien mobile Bouk-M3 près de Zaporijjia, un véhicule antiaérien 9K330 Tor-M1, un 9K33 Osa, etc. En tout, les pilotes de drones du bataillon détruisent pour un milliard de dollars de matériel militaire russe durant la première année d'existence de l'unité.
À la fin de 2024, le bataillon est transformé en régiment, en absorbant notamment le groupe Asgard, une unité de drones spécialisée elle aussi dans l'emploi de drones plus lourds que la normale qui forme alors un bataillon du nouveau régiment.
En 2025, le régiment a poursuivi ses opérations, et détruit plusieurs équipements coûteux : un canon automoteur nord-coréen M-1978 Koksan le 18 février un Bouk-M3 le 7 avril, mais également des postes de commandement et plusieurs dizaines de drones russes Shahed abattus grâce à des « drones intercepteurs ». Cette dernière activité est novatrice, puisque auparavant, la défense anti-drone passait par des missiles coûtant plus chers que les drones qu'ils abattaient. Le 412e régiment « Nemesis » inverse ce rapport en abattant des drones à 150 000 dollars avec des drones 30 fois moins chers.
À la fin du mois d'avril 2025, le service de presse du régiment livre un bilan de son activité jusque là. Il a effectué 11000 sorties (10000 sorties de combat et 1000 de reconnaissance). Au cours de ces sorties, le régiment revendique avoir détruit 1000 cibles russes et en avoir endommagé 5500 autres, en plus d'avoir déployé 2000 mines. La cible prioritaire du régiment est l'artillerie russe, avec plus de 2000 équipements touchés (sur le mois de mars 2025, il revendique être responsable à lui seul de 17% des pertes de l'artillerie russe). Le 412e régiment « Nemesis » revendique également à ce moment la destruction de 105 chars depuis sa création.